# 루킬라

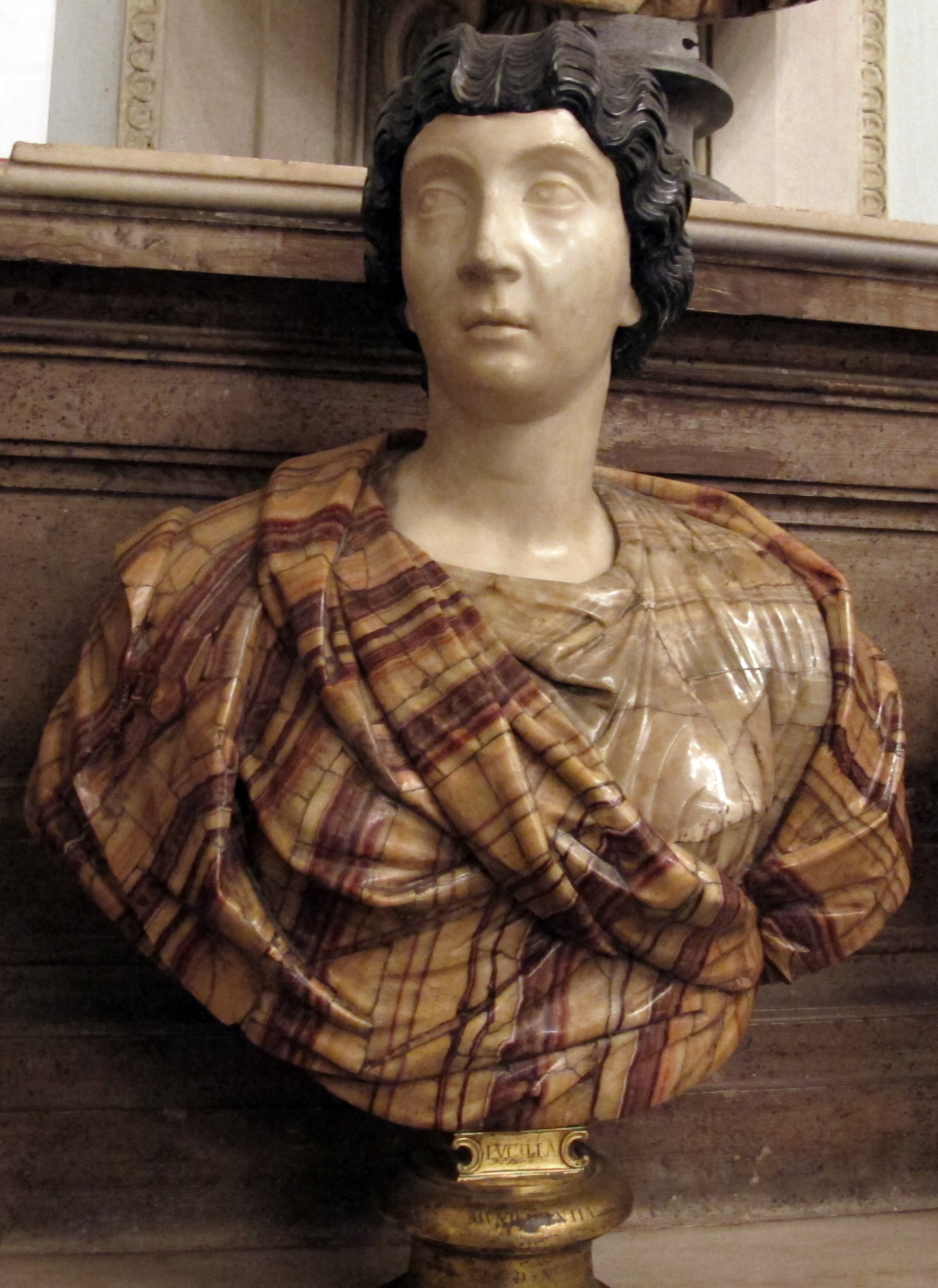
160년-180년경에 제작된, 루킬라를 묘사하는 걸로 추정되는 여성 흉상

안니아 아우렐리아 갈레리아 루킬라(라틴어: Annia Aurelia Galeria Lucilla, 148년 혹은 150년 3월 7일 – 182년) 혹은 루킬라는 로마 황제 마르쿠스 아우렐리우스와 황후 소 파우스티나 사이에서 태어난 차녀이다. 루킬라는 아버지와 공동 황제이자 형제인 루키우스 베루스의 아내이자 동시에 후대의 황제인 콤모두스의 누이이기도 하다. 콤모두스는 그녀가 33살 때 그를 상대로 벌어진 암살 및 쿠데타 시도가 벌어진 뒤 루킬라의 처형을 명령하였다.

## 어린 시절
로마에서 영향력 있는 정치 가문에서 태어나 자란, 루킬라는 150년경에 사망한 쌍둥이 오빠 게멜루스 루킬라이의 쌍둥이 동생이었다. 루킬라의 외조부모는 로마 황제 안토니누스 피우스와 로마 황후 대 파우스티나이고 조부모는 도미티아 루킬라와 법무관인 마르쿠스 안니우스 베루스이다.

## 혼인과 황후

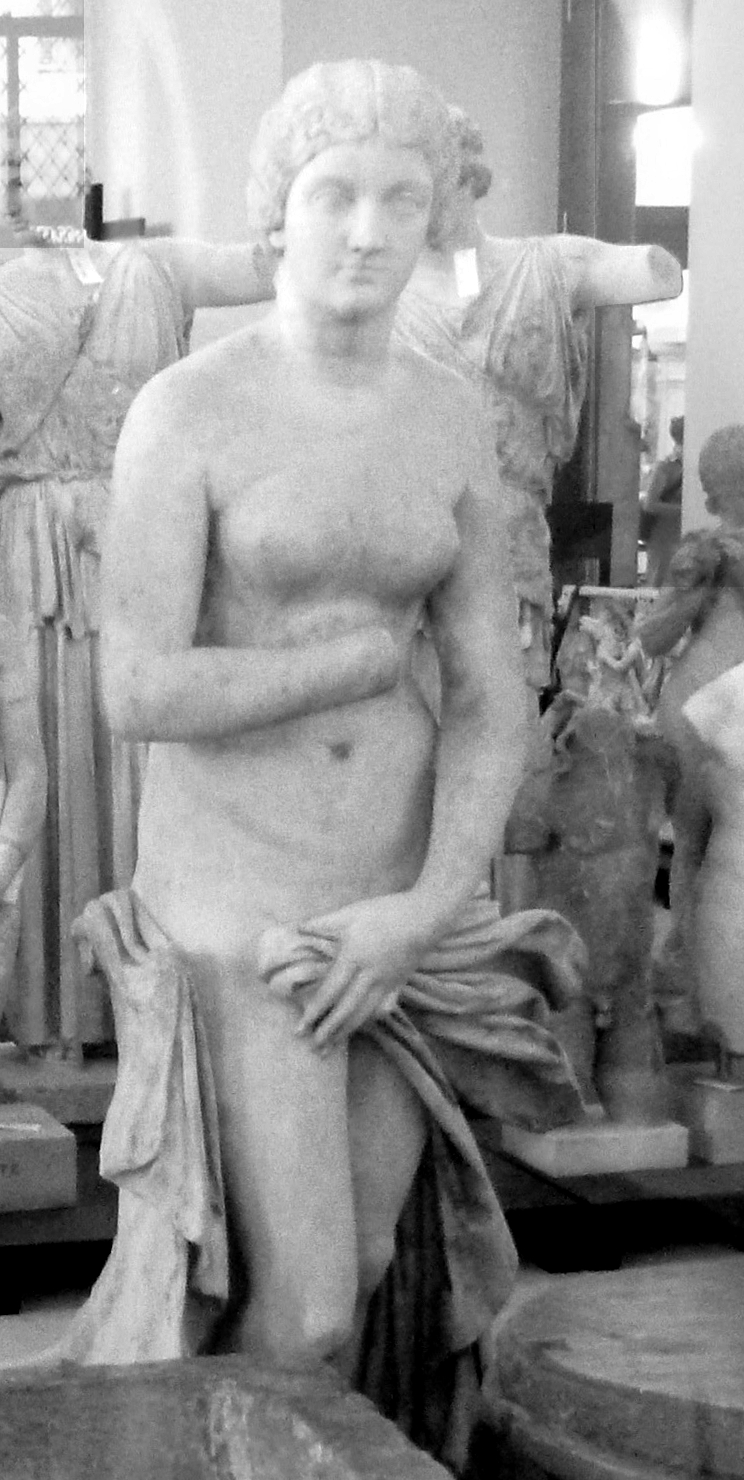
166년-169년에 제작된, 베누스로 묘사된 루킬라

루킬라가 11세에서 13세 사이이던 161년에, 그녀의 아버지는 그녀와 자신의 공동 통치자인 루키우스 베루스 간의 혼인을 주선했다. 그녀보다 18살이 많은 베루스는 3년 뒤인 164년에 에페소스에서 그녀의 남편이 되었다. 이 결혼에서 그녀는 아우구스타 칭호를 받았고 로마 황후가 됐다. 이 당시에, 마르쿠스 아우렐리우스와 루키우스 베루스는 시리아에서 파르티아 전쟁에 참전하고 있었다.
루킬라와 루키우스 베루스는 자녀 셋을 두었다:
- 165년 안티오키아에서 태어난 아우렐리아 루킬라
- 루킬라 플라우티아
- 루키우스 베루스

아우렐리아와 어린 아들이 어린 나이에 사망했다.
루킬라는 영향력 있고 존경할 만한 여성이었고 그녀는 자신의 지위를 누렸다. 그녀는 로마에서 많은 시간을 보낸 한편, 베루스는 공동 통치자로서 임무를 충실히 하며 로마에서 떨어져 시간을 대부분 보냈다. 루키우스 베루스는 168/169년에 사망했고 동시에 이에 따라 다뉴브강 지역의 전구에서 돌아오게 된 루킬라는 황후로서 지위를 상실했다.

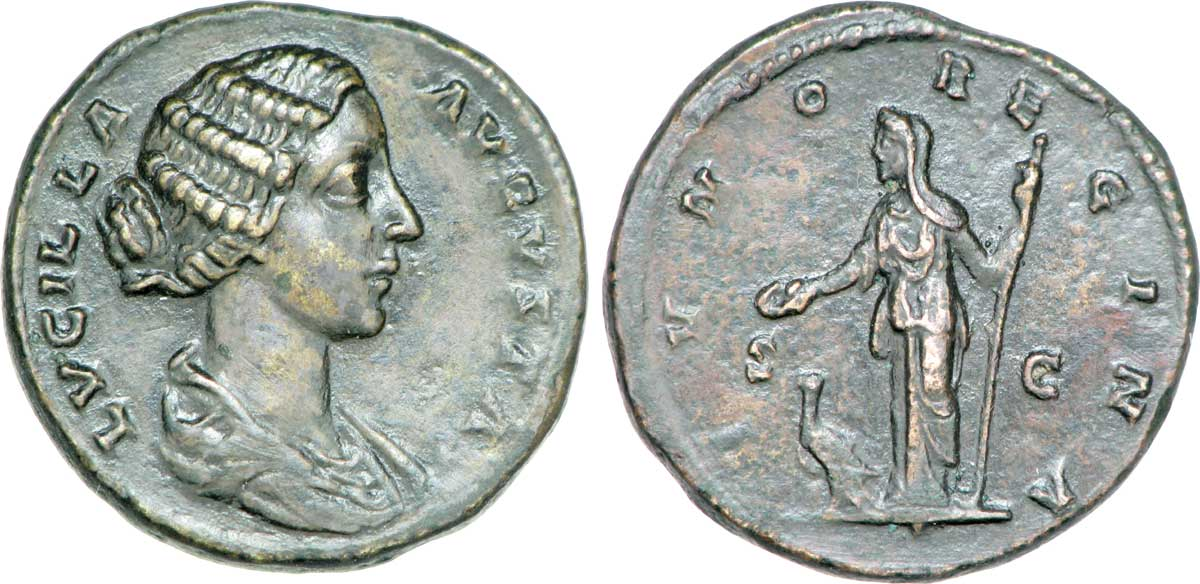
루킬라 아우구스타 (앞면) 그리고 공작과 같이 있는 유노 레기나 (뒷면)를 묘사한 두폰디우스

아우렐리우스 황제 그리고 이후에는 공동 황제인 베루스와 매여 있지 않은 관계였고 황가 출신의 자녀였기에, 루킬라는 오랜 기간 과부로 있을 운명이 아니었고, 따라서, 얼마 안 지난 169년에 그녀의 아버지는 안티오키아 출신의 티베리우스 클라우디우스 폼페이아누스 퀸티아누스와의 재혼을 주선했다. 그는 시리아계 로마인으로 두 차례 집정관을 수행했고 그녀 아버지의 정치적 동맹이었으나, 루킬라와 그녀의 어머니는 퀸티아누스가 루킬라보다 최소한 두 배는 나이가 많았을 뿐만 아니라 또한 그가 동방 지역의 통치자 후손이긴 했으나 루킬라가 속한 로마의 노빌레스 사회 계급이 아니었기 때문에 이 결혼에 반대했었다. 이들은 그럼에도 대략 1년 뒤쯤인 170년에 결혼을 했고, 루킬라는 폼페이아누스라는 아들을 낳았다.

## 콤모두스의 부상
172년에, 루킬라와 퀸티아누스는 도나우강 일대의 군사 활동을 지원하러 빈도보나 (오늘날 빈)로 향하는 마르쿠스 아우렐리우스와 동행했고 아우렐리우스 황제가 죽고 콤모두스가 새로운 황제가 된 180년 3월 17일에도 같이 있었다. 이 변화는 황후가 되려는 루킬라의 희망이 다시 한번 사라졌음을 의미했고 그녀와 퀸티아누스는 로마로 돌아왔다.
루킬라는 로마에서 민간인으로서 조용한 삶을 사는 데 만족하지 않았고, 올케인 브루티아 크리스피나를 시기했다. 시간이 흘러, 루킬라는 동생인 콤모두스의 변덕스러운 행동과 이것이 로마 제국의 안정에 미치는 영향에 매우 관심을 두게 됐다.

## 콤모두스 암살 공모
동생의 불안정한 통치를 보고, 182년에 루킬라는 콤모두스를 암살하고 그녀의 남편을 로마의 새로운 황제로 대체할 계획에 가담했다. 이 암살 사건의 공모자들에는 친위대 사령관 푸블리우스 타루테니우스 파테르누스, 루킬라의 첫 번째 혼인에서 태어난 딸 플라우티아, 퀸티아누스와 같은 이름을 지닌 그의 조카, 루킬라의 친척들인 전직 집정관 마르쿠스 움미디우스 콰드라투스 안니아누스 그리고 그의 여동생 움미디아 코르니피키아 파우스티나 등이 있었다.
단검을 휘두른 퀸티아누스의 조카가 암살 시도를 망치고 말았는데, 암살을 벌이기 위해 숨어 있던 곳에서 그가 나오면서, 그는 콤모두스에게 "원로원이 너에게 보내 여기 왔노라"를 외치며, 행동으로 옮기기 전에 그의 의도를 알려줘 버렸다. 콤모두스의 호위병들은 퀸티아누스보다 빨랐고 암살범은 황제를 해치지 못한 채 제압되어 무장해제 되었을 것이다.
콤모두스는 퀸티아누스의 조카와 마르쿠스 움미디우스 콰드라투스 안니아누스의 사형을 명했고, 루킬라와 그녀의 딸, 움미디아 코르니피키아 파우스티나의 이탈리아 내 섬 카프리로 추방 명령을 내렸다. 그는 이후 그 해에 이들을 처형하기 위해 백인대장 한 명을 보냈다. 그녀의 아들 폼페이아누스 나중에 카라칼라에게 죽임을 당하고 만다.

## 참고 문헌
- Balsdon, J.P.V.D., Roman Women, Barnes & Noble Inc, 1998. ISBN 978-0760708620.
- D'Ambra, Eve, Roman Women, Cambridge University Press, 2006. ISBN 978-0521521581.
- Fraschetti, Augusto, (Ed.), Lappin Linda (Transl.), Roman Women, University Of Chicago Press, 1999. ISBN 978-0226260945.
- Freisenbruch, Annelise, Caesars’ Wives: Sex, Power, and Politics in the Roman Empire, Free Press, 2011. ISBN 978-1416583059.
- Gardner, Jane F., Women in Roman Law and Society, Indiana University Press, 1991. ISBN 978-0253206350.
- Peck, Harry Thurston, Harpers Dictionary of Classical Antiquities, Harper & Brothers Publishers, 1898.